# Elica Todorowa
Elica Todorowa, bułg. Елица Тодорова (ur. 2 września 1977 w Warnie) – bułgarska perkusjonalistka i piosenkarka muzyki folkowej, dwukrotna reprezentantka Bułgarii w Konkursie Piosenki Eurowizji w duecie ze Stojanem Jankułowem: w 2007 i 2013 roku.

## Edukacja
Elica Todorowa studiowała w szkole muzycznej im. Filipa Kutewa w Kotle na wydziale śpiewu folkowego, a także w szkole muzycznej im. Dobrego Christowa w Warnie na wydziale instrumentów perkusyjnych. Ukończyła następnie Akademię Muzyczną im. Pancza Władigerowa w Sofii na kierunku perkusjonaliów.

## Kariera muzyczna
Elica Todorowa pracowała w Narodowym Zespole Pieśni i Tańca w Warnie, a także w chórach The Mystery i Kosmiczne Głosy Bułgarii. Gra na perkusji, perkusjonaliach, darbuce, marakasach, klawesach, dzwonach rurowych i güiro.

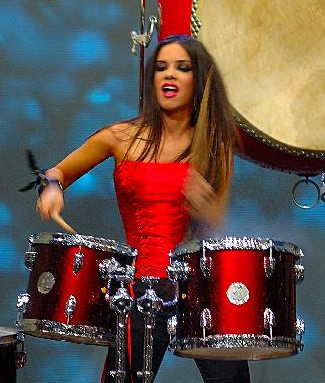
Todorowa podczas występu w 52. Konkursie Piosenki Eurowizji w 2007 roku

W 2003 roku rozpoczęła współpracę z perkusistą i perkusjonalistą Stojanem Jankułowem, a w 2004 roku wydała z nim swój debiutancki album zatytułowany Drumboy, na którym gościnnie pojawili się także m.in. klarnecista Iwo Papazow oraz kavalista Teodosij Spasow. W 2007 roku duet zgłosił się do udziału w krajowych eliminacjach eurowizyjnych z utworem „Water”. Pod koniec lutego wygrali finał selekcji po zdobyciu ponad 31 tys. głosów telewidzów, dzięki czemu zostali wybrani na reprezentantów Bułgarii w 52. Konkursie Piosenki Eurowizji organizowanym w Helsinkach. 10 maja wystąpili jako pierwsi w kolejności w półfinale widowiska i z szóstego miejsca awansowali do finału, w którym zajęli ostatecznie piąte miejsce ze 157 punktami na koncie, w tym m.in. z maksymalną notą 12 punktów od Grecji.
W 2005 roku Todorowa otrzymała statuetkę Złotej Liry Unii Bułgarskich Muzyków i Tancerzy w kategorii jazzowej. W październiku 2007 roku odebrała tę samą nagrodę w kategorii popowej, zaś w grudniu 2007 roku została okrzyknięta „kobietą roku” bułgarskiej wersji magazynu Grazia. W kwietniu 2008 roku otrzymała Specjalną Nagrodę Bułgarskiego Radia Narodowego za „bycie ambasadorem bułgarskiej kultury na świecie”.

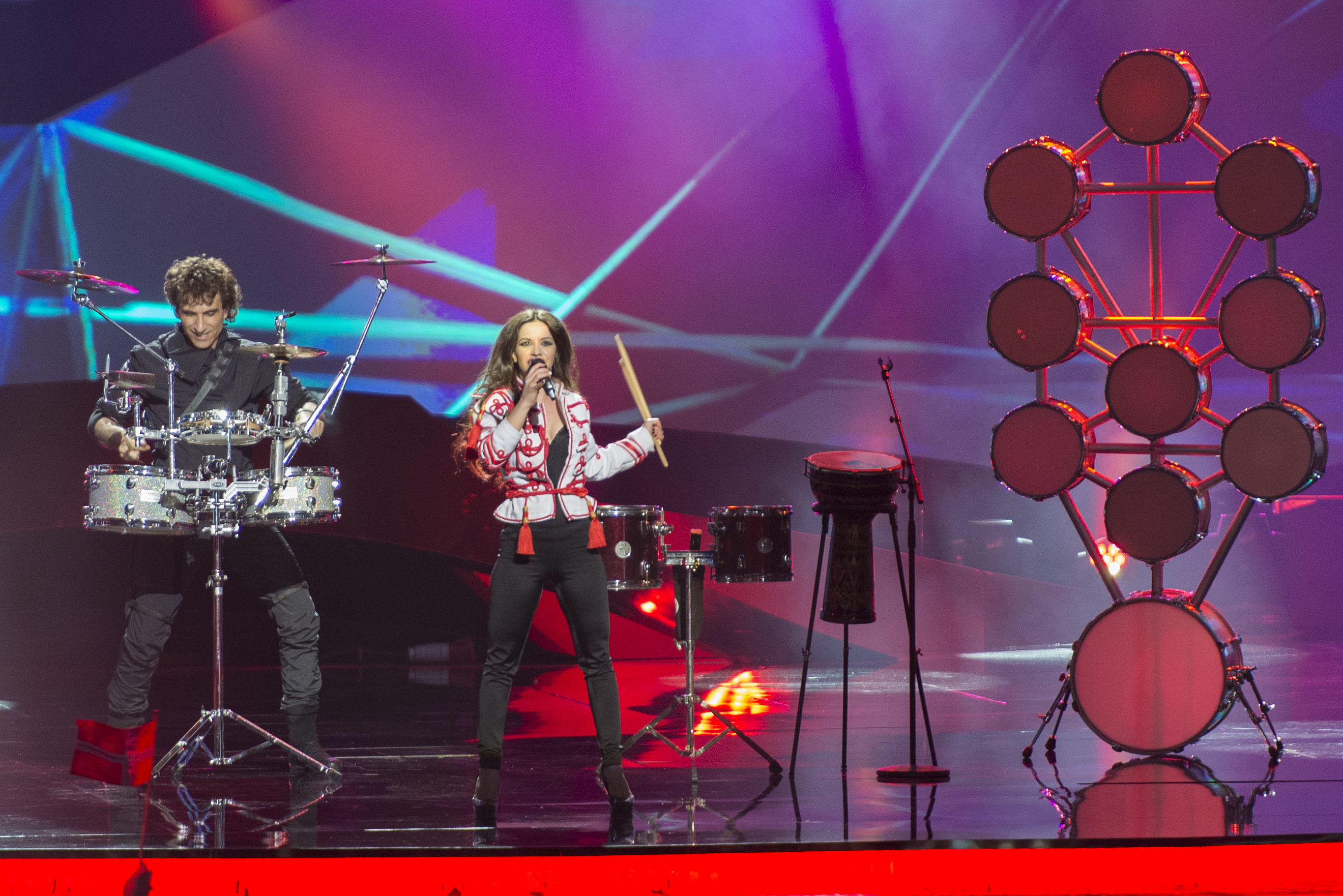
Todorowa i Stojan Jankułow podczas występu w 58. Konkursie Piosenki Eurowizji w 2013 roku

W marcu 2010 roku ukazała się pierwsza płyta kompilacyjna duetu zatytułowana Water, która zawierała trzydzieści utworów, z czego piętnaście w języku bułgarskim i piętnaście w języku angielskim.
W lutym 2013 roku Bułgarska Telewizja Narodowa (BNT) ogłosiła, że Todorowa i Jankułow zostali wybrani wewnętrznie na reprezentantów Bułgarii w 58. Konkursie Piosenki Eurowizji organizowanym w Malmö. Na początku marca duet wystąpił podczas specjalnego koncertu selekcyjnego, w trakcie którego wykonał trzy utwory – „Dzupaj, libe, boso”, „Kismet” i „Samo szampioni”. Ostatecznie dwie ostatnie propozycje zajęły pierwsze miejsce, a zwycięską piosenką ogłoszono „Kismet”, która zdobyła większe poparcie jurorów. Tydzień później krajowy nadawca ogłosił zmianę konkursowego utworu na „Samo szampioni” z powodu nieporozumień związanych z prawami autorskimi do utworu. 16 maja para wystąpiła w drugim półfinale konkursu i zajęła ostatecznie dwunaste miejsce z 45 punktami na koncie, przez co nie awansowała do finału.
W marcu 2014 roku ukazał się drugi album studyjny duetu zatytułowany Bulgarian Champions.

## Dyskografia
| - Drumboy (2004) - Bulgarian Champions (2014) | - Water (2010) |